# Stefanos Nikolaidis
Stefanos Nikolaidis (griechisch Στέφανος Νικολαίδης, osmanisch İstefanos Efendi; * 1817 in Agies Paraskies, heute Gemeinde Archanes-Asterousia, Kreta; † 23. Mai 1907 in Iraklio) war ein kretischer Ikonenmaler.
Er war von ca. 1860 bis 1865 Aufseher über die christlichen Schulen des (Sandschaks) Iraklio. Im Jahr 1877 wurde er in das erste osmanische Parlament (meclis-i mebusan) als Vertreter der griechisch-orthodoxen Bevölkerungsgruppe auf Kreta gewählt.